# Tetrafluorometan
Tetrafluorometanul, cunoscut și sub denumirea de tetrafluorură de carbon, este un compus chimic din clasa freonilor. Un gaz incolor, neinflamabil, tetrafluorometanul este cunoscut ca cel mai simplu fluorocarbon, deoarece se compune dintr-un singur atom de carbon legat la patru atomi de fluor (CF4). CF4 are un punct de fierbere foarte scăzut, putând fi astfel definit ca un „lichid criogenic”, potrivit pentru aplicații care necesită temperaturi foarte scăzute. Prezintă rezistență foarte mare la legături datorită naturii legăturii C–F. Tetrafluormetanul este un puternic gaz de seră. Are efecte narcotice în concentrații mari.